# Leptothorax sardous
Leptothorax sardous är en myrart som beskrevs av Santschi 1909. Leptothorax sardous ingår i släktet smalmyror, och familjen myror. Inga underarter finns listade i Catalogue of Life.